# Marius Șuleap
Marius Șuleap (n. 11 septembrie 1979, Botoșani, România) este un fost fotbalist, care a jucat pe postul de mijlocaș.
În 2002, în timpul unui antrenament, l-a lovit involuntar în mandibulă pe portarul Cristian Neamțu, căruia i s-a spart un vas de sânge care i-a inundat creierul, decedând după o săptămână de comă.

### Activitate
- FCM Baia Mare (1998-1999)
- FC Baia Mare (1999-2000)
- Rocar București (2000-2001)
- FC Universitatea Craiova (2001-2002)
- Petrolul Ploiești (2001-2002)
- Poli AEK Timișoara (2002-2003)
- Poli AEK Timișoara (2003-2004)
- FK Baku (2004-2005)
- Poli AEK Timișoara (2004-2005)
- FK Baku (2005-2006)
- Unirea Urziceni (2006-2007)
- Gloria Buzău (2007-2008)
- OFI Heraklion (2008-2010)
- FC Botoșani (2010)
- FC Snagov (2010)